# Lömsk fingersvamp
Lömsk fingersvamp (Ramaria formosa) är en svagt giftig fingersvamp som växer i bokskog och barrskog. Dess grenar är rosafärgade med citrongula spetsar och köttet är vitt i både fot och grenar. Dess vetenskapliga namn, Ramaria formosa, kommer av latinets formosus: vacker.
Exemplaren blir 8 till 15 cm höga och täcker en yta med en diameter upp till 20 cm. Grenarna liknar en U i formen.
Denna svamp hittas mellan augusti och oktober på ganska öppna ställen med lite gräs eller utan låga växter.